# Silvestre David Mirys
Silvestre David Mirys (Sylwester Dawid Mirys en polonais) est un peintre et illustrateur franco-polonais.

## Biographie
Silvestre David Mirys naît en 1742 ou 1750 selon les sources, probablement à Dubiecko. Son père, Augustyn Mirys (en) (1710-1790), était également peintre.
Il s'installe à Paris en 1769 et étudie la peinture auprès de Joseph-Marie Vien et devient l'éducateur des enfants de la famille d'Orléans. Il est en particulier le professeur de dessin d'Antoine d'Orléans, frère cadet de Louis-Philippe. Il est également le mandataire de leur père Louis-Philippe d'Orléans.
Il a peint les œuvres qui servirent aux graveurs du livre Figures de l`Histoire de la République Romaine qu'il a publié en 1800.
Il est mort le 23 novembre 1810 à Paris.

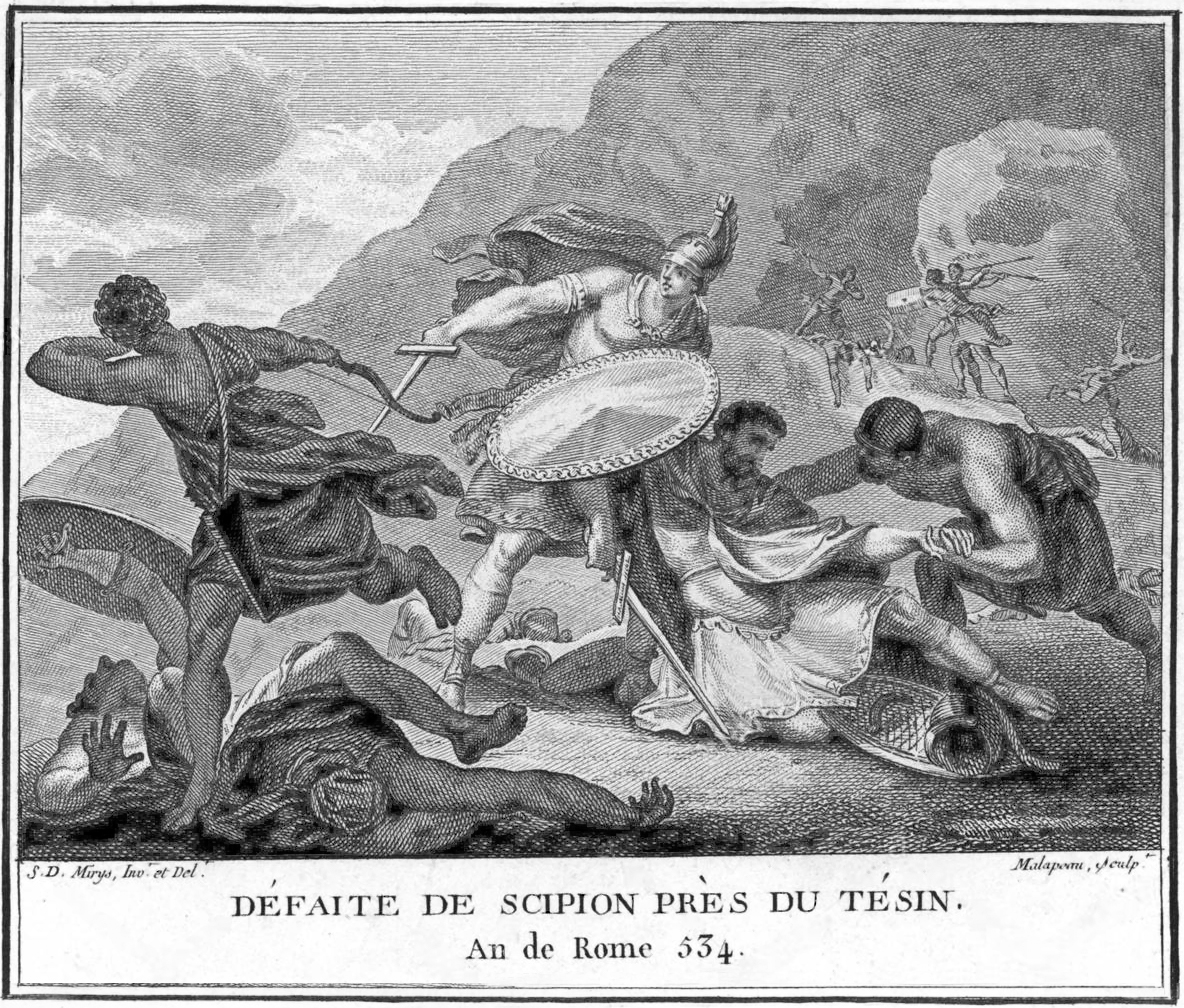
Défaite de Scipion près du Tessin.
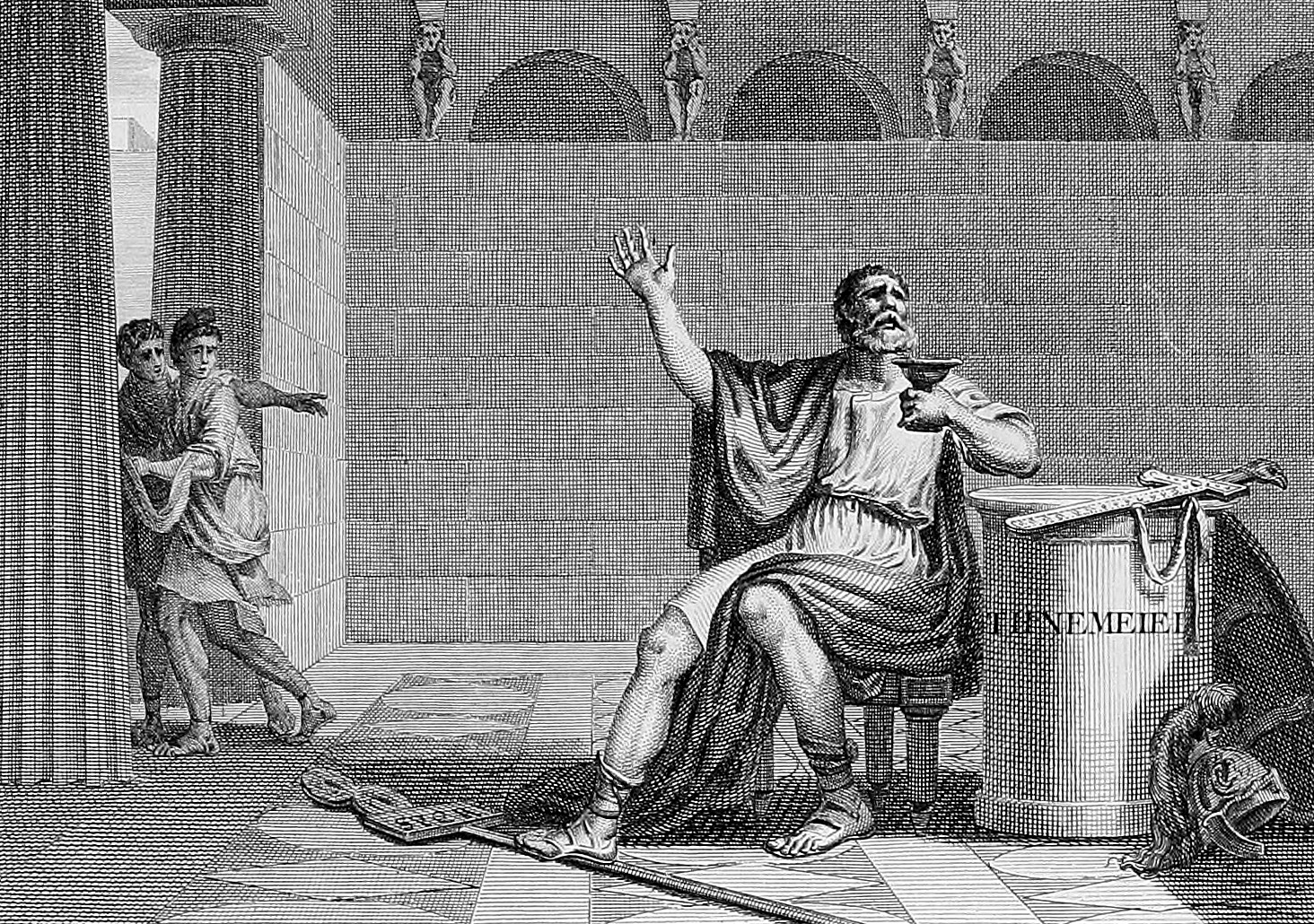
Mort d'Hannibal.
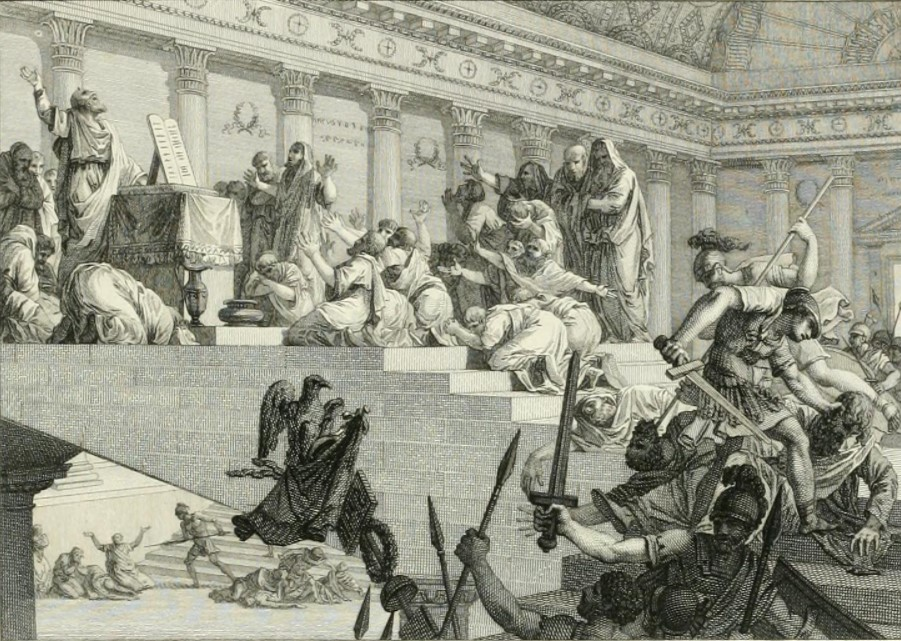
Prise du Temple de Jérusalem
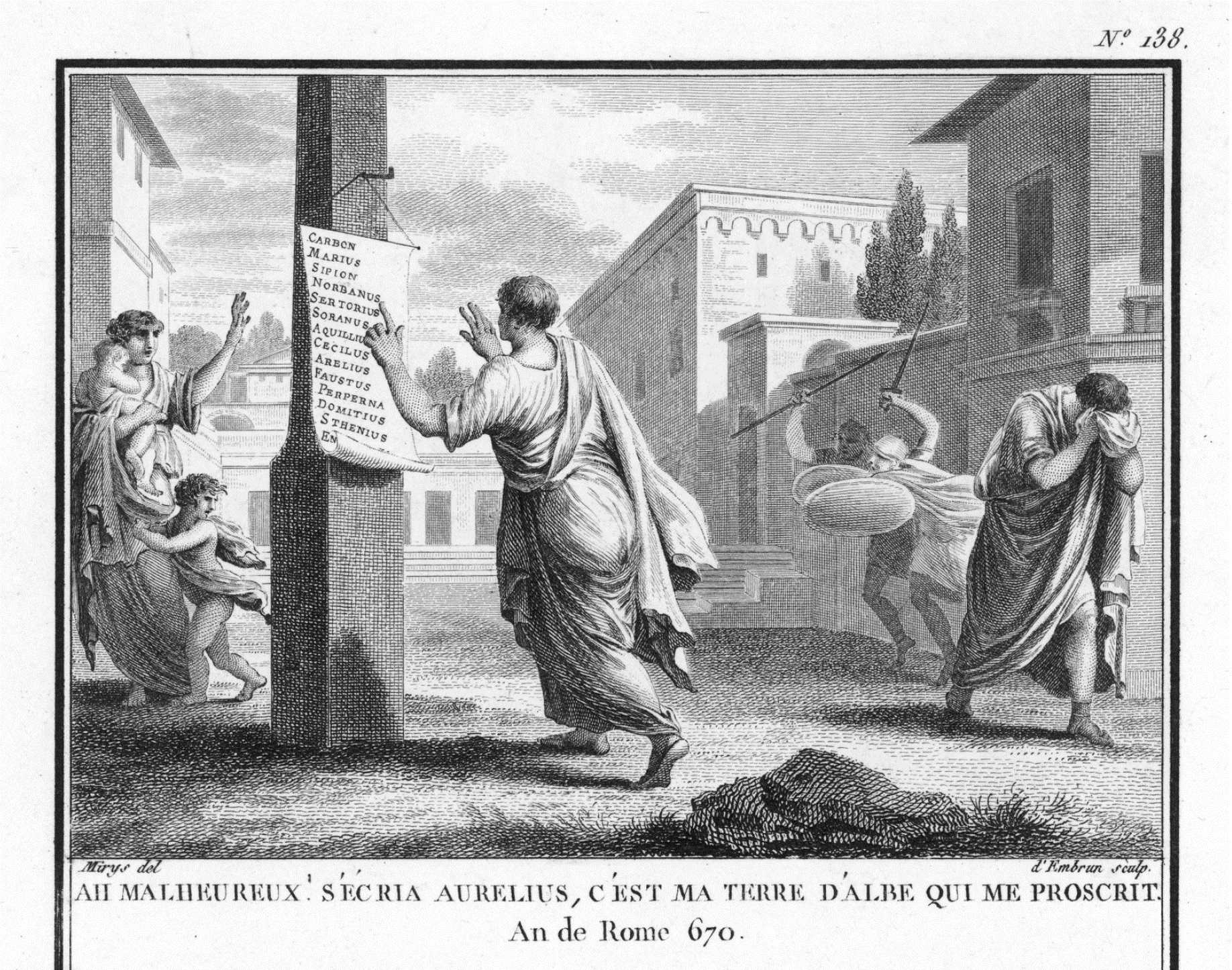
Sylla affiche la liste des proscrits.